# フィンランドの国章
フィンランドの国章（フィンランドのこくしょう、英: Coat of arms of Finland）とは、現在のフィンランドの国章を指すが、広義にはその前身に当たる国家の国章をも含めた総称である。歴史ある「グスタフ1世の紋章」をあしらったものが代表的な意匠と言える。
右に画像で示したのが現在の国章であるが、これもグスタフ1世の紋章の流れを汲むライオン像を核としてデザインされている。赤一色のフィールドに描かれているこの金のライオン・ランパントは、戴冠していること、右前肢（右の前脚）だけが防具を装着して剣を振りかざした人の腕に置き換わっていること、両脚で刀を踏み付けていること、以上3つの伝統的造形を特徴としている。加えて、フィールドに散りばめられた9ひらの銀の薔薇の花も、ライオン像と同じ歴史を誇る意匠である。
現在の国章が公式に制定されたのは比較的最近の1978年であるが、件のライオン像は1580年より前に作成されていたことが分かっている。

## 背景

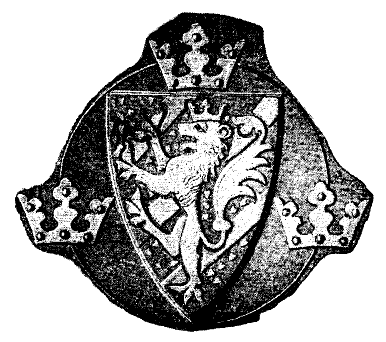
フォルクンガ朝の紋章

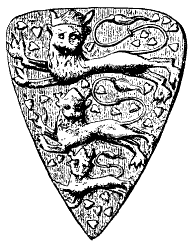
ヴァルデマール王の紋章

### 北欧の国章にみられるライオン
西欧ではライオンが描かれている紋章が多く、いくつかの欧州の国家では国章にライオンが描かれている。北欧諸国では12世紀後半のデンマークの国章に初めてライオンが描かれた。12世紀初頭、フィンランドの地はスウェーデン王国によって属州とされた。最初にスウェーデンでライオンを使った紋章はスウェーデン王族のエリク10世とエリク11世の紋章で、それぞれ2頭、3頭のライオンが描かれていた。フォルクング朝の最初の王であるヴァルデマール王も、自らの紋章に3頭のライオンを描いた。3頭のライオンの背後には、たくさんのハートの模様が描かれている。

### フィンランド公国時代

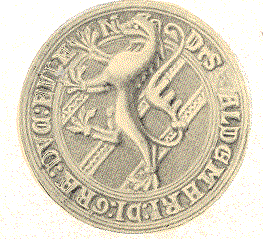
ヴァルデマール公の紋章

最初のフィンランド公であるベネディクトと二代目のヴァルデマールの紋章にも、王冠を被り、後ろ足で立ったライオンが描かれている。この紋章は現在のフィンランド国章とよく似ているが、まだ剣を持っていない。

## 剣を持った腕

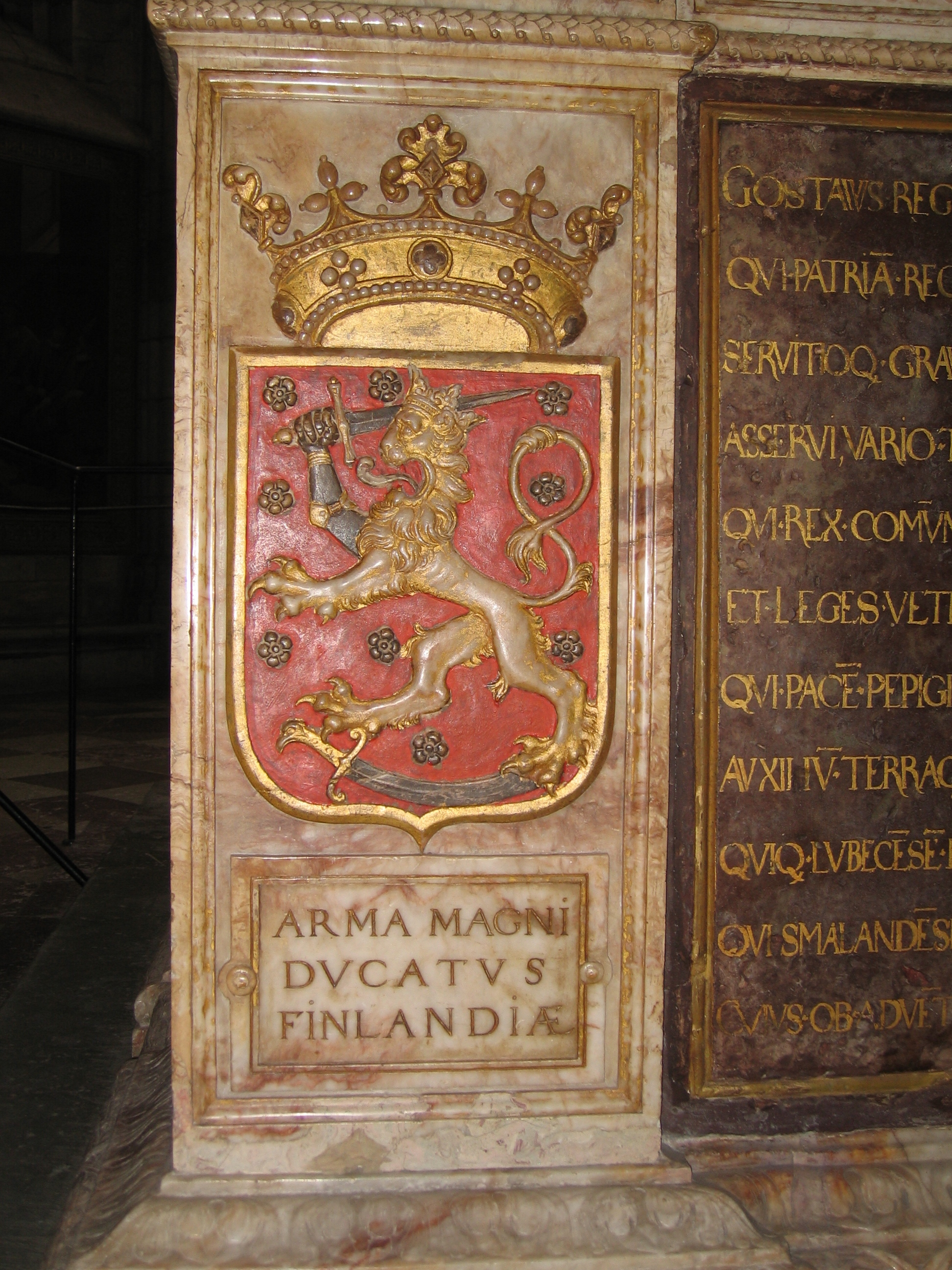
グスタフ1世の墓碑に刻まれた自身の紋章（ウプサラ大聖堂、スウェーデン）

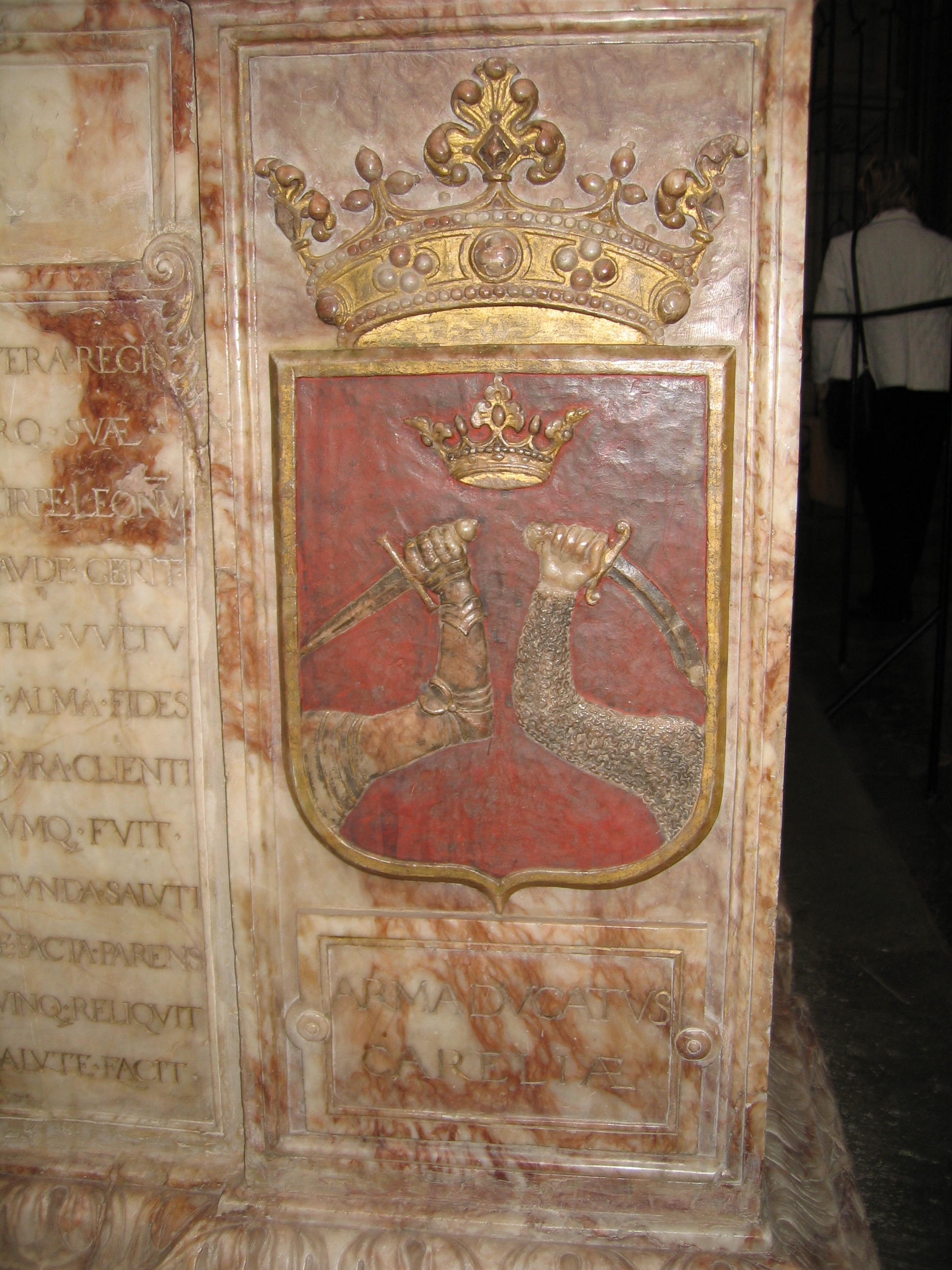
グスタフ1世の墓碑に刻まれたカレリアの国章（ウプサラ大聖堂、スウェーデン）

1577年あるいはその少し後にフィンランドとカレリアの大公（後にフィンランド大公に改称）の号を得たスウェーデン王ヨハン3世の時代に、ライオンは大公の紋章と密接に結びつけられた。大公の紋章はイェータ・ライオン（フォルクンガ・ライオンが原型）とカレリアの国章を組み合わせたものだと考えられている。この結果、ライオンは一本の腕で剣を掲げ、落ちている剣を踏みつけるというデザインになった。
一番良く知られている大公の紋章はウプサラ大聖堂にあるグスタフ1世の墓標に刻まれたものである。それはヨハン3世もしくは彼の異父兄のエリック14世が考案したと伝えられている。どちらが考案したかは正確には分かっていないが、エリック14世は紋章学に興味を持っていたことが知られている。
この墓標はフランドルの建築家・彫刻家で、スウェーデンでも活躍したギヨーム・ボイエンによって制作された。彼は1562年にアントワープで仕事にとりかかり、10年後には国王夫妻の彫像が完成したものの、彼の金銭問題が原因で、石棺は1583年までウプサラに運ばれなかった。完成したのは1591年の事である。墓碑にはスウェーデン国章とフィンランド国章に加え、南北フィンランド、タバスティア、カレリアなど11州の紋章が描かれている。ギョーム・ボイエンの仕事はとても素晴らしい物であったが、それは、ライオンがフランスの紋章において特徴的だったということが一因として考えられる。おそらく彼は国王の仕事を受ける前にライオンの紋章を多く作成していたと考えられるからである。
紋章には戴冠した金のライオンが剣を右前足で持ち掲げ、後ろ足でロシアのサーベルを踏みつけている様が描かれているが、これはグスタフ1世とヨハン3世がロシアとの戦いに苦闘していたと言うことを考えれば、特に驚くべき事ではない。ライオンの周りには、9個の薔薇がちりばめられている。これは単なる装飾であると考えられているが、フィンランドの歴史的な9つの州を表しているという仮説も存在する。

## 国章の変遷

### スウェーデン時代
ライオンは17世紀に何度もデザインの変更を経験した。カール10世グスタフの葬儀用の旗には剣を持っている腕以外の3本の脚でサーベルを踏んでいた。フィンランドの国章に再びウプサラ・ライオンが使われるようになったのは、19世紀後半のことである。

### ロシア帝国時代

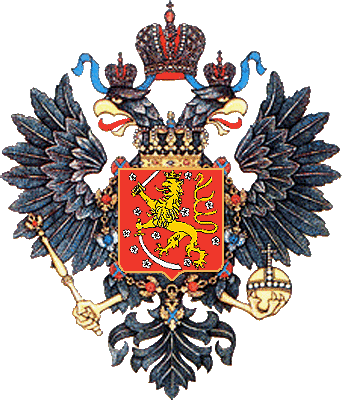
ロシア皇帝の紋章の中に描かれたフィンランド国章
ロシア帝国の小紋章の中に描かれたフィンランド国章（右下）
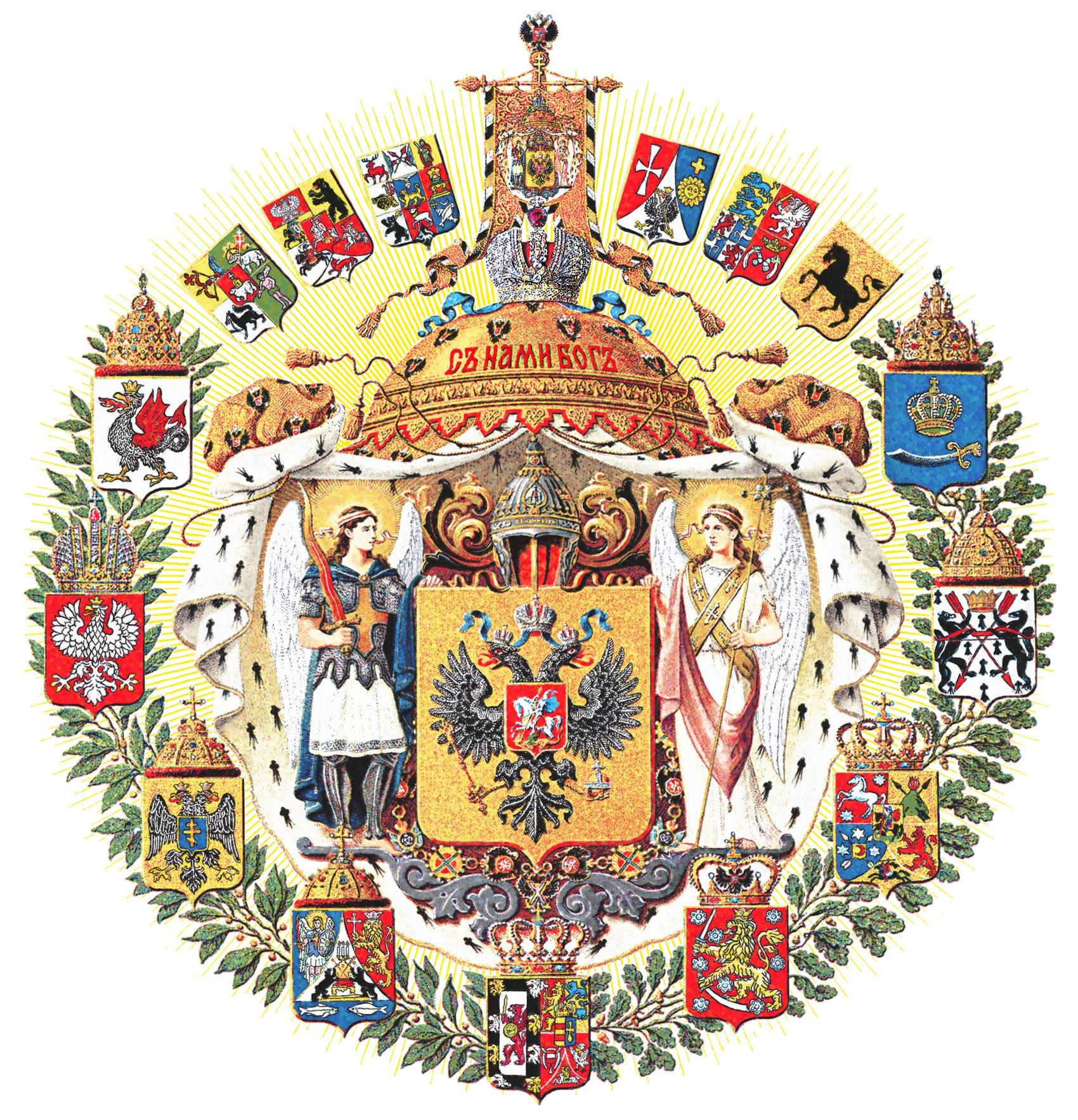
ロシア帝国の紋章一覧の中にフィンランド国章を見ることが出来る（右下）

フィンランドが第二次ロシア・スウェーデン戦争でロシアに割譲されたあと、エリック・ブレンナーはロシア帝国のなかのフィンランドの象徴として、新しい国章を作成した。1809年に出された法令で、紋章は赤地に銀の薔薇がちりばめられ、剣を右手でもち、ロシアのサーベルを左手でつかむという形に変更された。ここで、ロシアのサーベルを踏みつけているという解釈は消滅した。
1857年のロシアの紋章改変時に、フィンランドの国章は再度変更された。主な変更点は、ライオンが犬に似た風貌になったことと、紋章の上に、ワシをあしらった小さなアーチ型の王冠を載せたことだった。
ロシア皇帝がフィンランドのロシア化を進めたことで、このフィンランド国章の使用は増加し、広く国民に知れ渡ることになった。
1886年、フィンランドの国立公文書館のカール・ボマンソンはに国章の外観をウプサラ・ライオンに似たデザインに再構成した。しかし、ライオンがサーベルを踏みつける点では、若干の変更があった。また、ロシア型の王冠は、ドイツのものによく似た王冠に取り替えられた。この紋章は、フィンランド独立後、数年間使用された。

### 独立初期

使われることの無かった国章案

1920から30年代に、国章は論争の的になった。それはライオンを熊に変更するかどうかと言うことだった。フィンランドの民俗学上、熊は重要なファクターであった。既に1557年に北フィンランドの紋章として熊が使われており、現在もサタクンタ県の紋章には熊が描かれている。しかし、フィンランド以外の国々では、熊はロシアのシンボルとして認知されていた。この論争はくすぶり続けたが、その後もライオンの国章は使われ続けた。
1936年、委員会が妥協案として、小さなライオンの国章の下に木の枝を置き、両脇に1頭ずつ熊を配置したデザインを提案した。しかし、このデザインが使われることはなかった。

### 1978年以降
1978年5月26日 (381/78) の法令で、紋章デザインの専門家オロフ・エリクソン (Olof Eriksson) の手になる新たな国章が制定され、現在はこれが使用されている。
国章に描かれているライオンは1マルッカ硬貨やフィンランドのユーロ硬貨に使用されている。ほかにも、軍隊、警察など、様々な組織のシンボルとして使用されている。その際、その組織の特徴を表す為にさまざまな変更が加えられている。また一方で、フィンランドの地方自治体の紋章は盾型であるが、ライオンは描かれていない（ヤコブスタードを除く）。

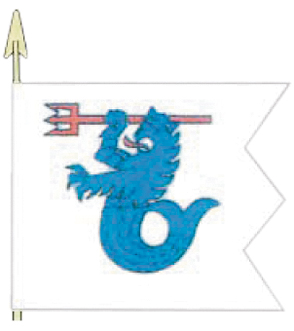
フィンランド海軍第7ミサイル隊: 下半身が魚になり、三叉の矛を持っている。
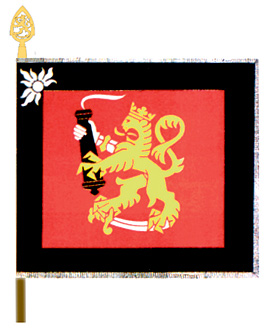
フィンランド陸軍砲兵旅団: 大砲を持っている。
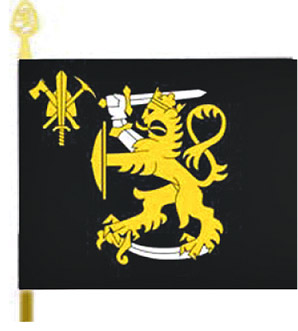
フィンランド陸軍NBC兵器技術学校: 盾を持つ様は、核・生物・化学兵器からの保護を意味している。
フィンランド陸軍: 緑地のフィンランド国章の後ろにクロスした剣が描かれている。
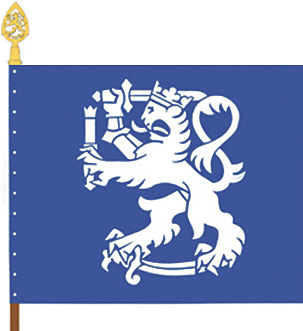
フィンランド国防軍インターナショナルセンター: 杖を持っている。
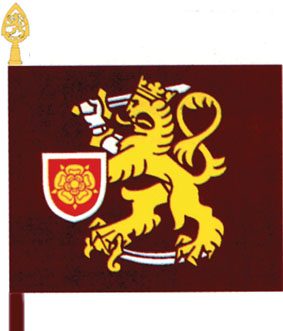
フィンランド国防大学: フィンランド士官の階級記章である薔薇が描かれた盾を持っている。
フィンランド警察: 剣の持ち手がライオンになっている。
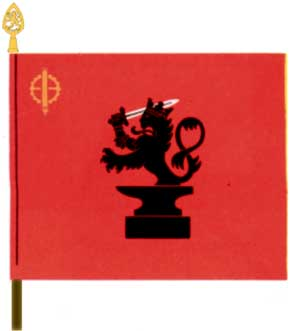
フィンランド陸軍技術教育センター: 金床の上にライオンが描かれている。